# Школа № 500 (Санкт-Петербург)
Школа № 500 — старейшая средняя школа Пушкинского района Санкт-Петербурга. Здание школы (бывшее здание Царскосельского реального училища) является памятником градостроительства и архитектуры, объектом культурного наследия народов России регионального значения.

## История
Основана в 1902 году как Царскосельское реальное училище Императора Николая II.

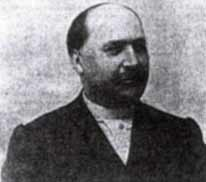
Первый директор училища И. И. Фомилиант

В 1900 году начальник Дворцового управления генерал-майор В. Е. Ионов подал рапорт министру Двора о том, что многие обыватели Царского Села желают дать детям техническое образование, но в классических гимназиях города нет свободных мест. На рапорт последовал Высочайше утвержденный положительный ответ Государственного Совета; 29 апреля 1901 года были выделены средства и 3402 кв. саженей (около полутора гектаров) земли для строительства здания реального училища; 5 (18) мая 1901 года (в день рождения Николая II) состоялась закладка здания, а 16 (29) сентября 1902 года училище открылось. Здание было построено по проекту архитекторов Андрея Иосса и Сильвио Данини. 
Почетным попечителем училища и его благотворителем стал граф В. В. Гудович. Второй почётный попечитель — коммерции советник П. Н. Летуновский. Первый директор — преподаватель математики в младших классах, действительный статский советник И. И. Фомилиант. После его смерти директором был назначен статский советник Э. П. Цытович, член Русского физического общества, председатель Царскосельского общества любителей литературы и музыки; Цытович оставался директором училища вплоть до 1917 года. В 1917 году в училище числилось 369 учащихся.
После Октябрьской революции 1917 года училище было переименовано в трудовую школу с девятилетним курсом обучения (школа II ступени). Её первым директором был Авенир Иванович Преображенский. К апрелю 1919 г. на основании декрета ВЦИК от 1918 г. «О единой трудовой советской школе» женские и мужские школы были объединены, и в реальное училище влились девочки из детской колонии, образовавшие I-ю ступень школы, а также ученицы бывшей женской Министерской гимназии и Высшего женского начального училища — во II-ю ступень. Объединенная школа стала называться «4-й Детскосельской школой им. А. С. Пушкина», первым директором которой стала, работавшая до этого в детской колонии, Надежда Эдуардовна Мальцева, занимавшая директорский пост 10 лет.
С 1928 года — это школа с кооперативным уклоном, затем — Детскосельская школа № 1. С 1950— школа № 409 и школа-интернат № 57. С 1962 года — средняя школа № 500. Наконец, с 16 декабря 1994 года — школа № 500 с углубленным изучением предметов эстетического цикла. C 1-го сентября 2014 года действующим директором эстетический уклон был отменен. И учреждение стало носить статус - ГБОУ школа № 500 Пушкинского района Санкт-Петербурга.

### Выпускники
Среди известных воспитанников Царскосельского реального училища и сменивших его учебных заведений — поэт Владимир Луговской, писатель Алексей Плюшков, врач-невропатолог Александр Триумфов, кинооператор Андрей Москвин, композитор Владимир Дешевов, художники Лев Шульц и Оскар Клевер, искусствовед Эрих Голлербах, написавший книгу «Город муз» о Царском Селе, в которой рассказывается и о Царскосельском реальном училище, а также продюсер OG BUDA - weesmo и сам OG BUDA.

## Педагогический состав
Учитель истории и культуры Санкт-Петербурга Е. Ю. Иванова — лауреат гранта ПНП «Образование» 2010 года (федеральный уровень). Учитель начальных классов О. Э. Никитина — лауреат гранта ПНПО 2009 года. Учитель истории и обществознания Н. М. Котлярова носит звание «Почетный работник общего образования Российской Федерации».